# Bahrein javasolt világörökségi helyszínei
Bahrein területéről eddig három helyszín került fel a világörökségi listára, hat további helyszín a javaslati listán várakozik a felvételre. 
| Megnevezés                                                          | Kép | Típus      | Kritérium | Év   | Hiv. |
| ------------------------------------------------------------------- | --- | ---------- | --------- | ---- | ---- |
| Havár-szigeteki rezervátum                                          |     | természeti | VII, IX   | 2001 | /    |
| Szári emlékpark                                                     |     | kulturális | -         | 2001 | /    |
| Hamad város sírdombjai                                              |     | kulturális | -         | 2001 | /    |
| Bárbár falu templomai                                               |     | kulturális | -         | 2001 | /    |
| Manáma, multikulturális kereskedőváros, több vallás együtt élésével |     | kulturális | II, III   | 2018 | /    |
| Avali olajtelepülés                                                 |     | kulturális | II, IV    | 2019 |      |